# François Anspach
Pour les articles homonymes, voir Anspach.
Pour les autres membres de la famille, voir Famille Anspach.
François Louis Jean Jacques Anspach, bourgeois de Genève, né à Bruxelles en 1784 et y décédé en 1858, est un homme politique belge d'origine suisse.

## Biographie
Il est le fils du pasteur et homme d'État Isaac Salomon Anspach et le père du bourgmestre de Bruxelles Jules Anspach.
Après un apprentissage dans une maison de commerce de Hambourg où il se fit remarquer par ses mérites, il fut envoyé à Bruxelles, ville où il était né lors de l'exil de son père, afin d'y développer les affaires de cette firme. Il y épousa, le 23 août 1826, Mélanie Honnorez, fille d'un avoué, née le 29 juillet 1807 et qui mourut le 12 décembre 1851.
Né à Bruxelles il était de ce fait belge de naissance en vertu du ius soli en vigueur dans les Pays-Bas méridionaux et il ne dut pas de ce fait solliciter la nationalité belge.
Très vite, il devient juge suppléant au Tribunal de Commerce dont il est président en 1839-1840.
Il participe à l'essor économique de sa nouvelle patrie et de ce nouveau pays qu'était la Belgique en devenant un des fondateurs de la Caisse Hypothécaire dont il devient directeur en 1840.
Lorsque la Banque nationale de Belgique est fondée, en 1845, il en devient un des premiers administrateurs.
Il met également ses talents au service de ses concitoyens en devenant conseiller communal puis membre de la Chambre des représentants en 1845. Il mène de pair ses deux dernières activités jusqu'à sa mort en 1858, à 74 ans.